# لیوبومیرا کازانووا
لیوبومیرا کازانووا (بلغاری: Любомира Казанова؛ زادهٔ ۲۳ مهٔ ۱۹۹۶) ژیمناست ریتمیک اهل بلغارستان است.